# National League West
National League West (w skrócie NL West), jedna z sześciu dywizji Major League Baseball.

## Aktualni członkowie
- Arizona Diamondbacks
- Colorado Rockies
- Los Angeles Dodgers
- San Diego Padres
- San Francisco Giants

## Dotychczasowi członkowie

### Członkowie w latach 1969-1992
- Atlanta Braves
- Cincinnati Reds
- Houston Astros
- Los Angeles Dodgers
- San Diego Padres
- San Francisco Giants

### Zmiany w porównaniu do roku 1968
- Powstanie dywizji w wyniku rozszerzenia ligi w 1969 roku

## Członkowie w roku 1993
- Atlanta Braves
- Cincinnati Reds
- Colorado Rockies
- Houston Astros
- Los Angeles Dodgers
- San Diego Padres
- San Francisco Giants

### Zmiany w porównaniu do roku 1992
- Colorado Rockies powstali w 1993 roku

## Członkowie w latach 1994-1997
- Colorado Rockies
- Los Angeles Dodgers
- San Diego Padres
- San Francisco Giants

### Zmiany w porównaniu do roku 1993
- Cincinnati Reds oraz Houston Astros przenieśli się do NL Central po powstaniu trzeciej dywizji
- Atlanta Braves przeniosła się do NL East

## Od 1998 do dziś
- Arizona Diamondbacks
- Colorado Rockies
- Los Angeles Dodgers
- San Diego Padres
- San Francisco Giants

### Zmiany w porównaniu do roku 1997
- Arizona Diamondbacks powstali w 1998 roku

## Mistrzowie NL West rok po roku
| Rok  | Zwycięzca            | Wynik (Z-P) | %    | Playoff                                       |
| ---- | -------------------- | ----------- | ---- | --------------------------------------------- |
| 1969 | Atlanta Braves       | 93-69       | .574 | przegrana w NLCS z New York, 3-0              |
| 1970 | Cincinnati Reds      | 102-60      | .630 | przegrana w World Series z Baltimore, 4-1     |
| 1971 | San Francisco Giants | 90-72       | .556 | przegrana w NLCS z Pittsburgh, 3-1            |
| 1972 | Cincinnati Reds      | 95-59       | .617 | przegrana w World Series z Oakland, 4-3       |
| 1973 | Cincinnati Reds      | 99-63       | .611 | przegrana w NLCS z New York, 3-2              |
| 1974 | Los Angeles Dodgers  | 102-60      | .630 | przegrana w World Series z Oakland, 4-1       |
| 1975 | Cincinnati Reds      | 108-54      | .667 | wygrana w World Series z Boston, 4-3          |
| 1976 | Cincinnati Reds      | 102-60      | .630 | wygrana w World Series z New York, 4-0        |
| 1977 | Los Angeles Dodgers  | 98-64       | .605 | przegrana w World Series z New York, 4-2      |
| 1978 | Los Angeles Dodgers  | 95-67       | .586 | przegrana w World Series z New York, 4-2      |
| 1979 | Cincinnati Reds      | 90-71       | .559 | przegrana w NLCS z Pittsburgh, 3-0            |
| 1980 | Houston Astros*      | 93-70       | .571 | przegrana w NLCS z Philadelphia Phillies, 3-2 |
| 1981 | Los Angeles Dodgers† | 63-47       | .573 | wygrana w World Series z New York, 4-2        |
| 1982 | Atlanta Braves       | 89-73       | .549 | przegrana w NLCS z St. Louis, 3-0             |
| 1983 | Los Angeles Dodgers  | 91-71       | .562 | przegrana w NLCS z Philadelphia, 3-1          |
| 1984 | San Diego Padres     | 92-70       | .568 | przegrana w World Series z Detroit, 4-1       |
| 1985 | Los Angeles Dodgers  | 95-67       | .586 | przegrana w NLCS z St. Louis, 4-2             |
| 1986 | Houston Astros       | 96-66       | .593 | przegrana w NLCS z New York, 4-2              |
| 1987 | San Francisco Giants | 90-72       | .556 | przegrana w NLCS z St. Louis, 4-3             |
| 1988 | Los Angeles Dodgers  | 94-67       | .584 | wygrana w World Series z Oakland, 4-1         |
| 1989 | San Francisco Giants | 92-70       | .568 | przegrana w World Series z Oakland, 4-0       |
| 1990 | Cincinnati Reds      | 91-71       | .562 | wygrana w World Series z Oakland, 4-0         |
| 1991 | Atlanta Braves       | 94-68       | .580 | przegrana w World Series z Minnesota, 4-3     |
| 1992 | Atlanta Braves       | 98-64       | .605 | przegrana w World Series z Toronto, 4-2       |
| 1993 | Atlanta Braves       | 104-58      | .642 | przegrana w NLCS z Philadelphia, 4-2          |
| 1994 | Los Angeles Dodgers§ | 58-56       | .509 | nie było Playoffs                             |
| 1995 | Los Angeles Dodgers  | 78-66       | .542 | przegrana w NLDS z Cincinnati, 3-0            |
| 1996 | San Diego Padres     | 91-71       | .562 | przegrana w NLDS z St. Louis, 3-0             |
| 1997 | San Francisco Giants | 90-72       | .556 | przegrana w NLDS z Florida, 3-0               |
| 1998 | San Diego Padres     | 98-64       | .605 | przegrana w World Series z New York, 4-0      |
| 1999 | Arizona Diamondbacks | 100-62      | .617 | przegrana w NLDS z New York, 3-1              |
| 2000 | San Francisco Giants | 97-65       | .599 | przegrana w NLDS z New York, 3-1              |
| 2001 | Arizona Diamondbacks | 92-70       | .568 | wygrana w World Series z New York, 4-3        |
| 2002 | Arizona Diamondbacks | 98-64       | .605 | przegrana w NLDS z St. Louis, 3-0             |
| 2003 | San Francisco Giants | 100-61      | .621 | przegrana w NLDS z Florida, 3-1               |
| 2004 | Los Angeles Dodgers  | 93-69       | .574 | przegrana w NLDS z St. Louis, 3-1             |
| 2005 | San Diego Padres     | 82-80       | .506 | przegrana w NLDS z St. Louis, 3-0             |
| 2006 | San Diego Padres     | 88-74       | .543 | przegrana w NLDS z St. Louis, 3-1             |
| 2007 | Arizona Diamondbacks | 90-72       | .555 | przegrana w NLCS z Colorado, 4-0              |

* - pokonali Los Angeles Dodgers w jednym meczu o mistrzostwo Dywizji, 7-1.

## Liczba zwycięstw w NL West
| Drużyna              | Liczba zwycięstw | Rok ostatniego zwycięstwa |
| -------------------- | ---------------- | ------------------------- |
| Los Angeles Dodgers  | 9                | 2004                      |
| Cincinnati Reds      | 7                | 1990                      |
| San Francisco Giants | 6                | 2003                      |
| San Diego Padres     | 5                | 2006                      |
| Atlanta Braves       | 5                | 1993                      |
| Arizona Diamondbacks | 4                | 2007                      |
| Houston Astros       | 2                | 1986                      |

## Zwycięzcy Dzikiej Karty
| Rok  | Zwycięzca            | Wynik (Z-P) | %    | Mecze Straty | Wynik w Playoffs                        |
| ---- | -------------------- | ----------- | ---- | ------------ | --------------------------------------- |
| 1995 | Colorado Rockies     | 77-67       | .535 | 1            | przegrana w NLDS z Atlanta, 3-1         |
| 1996 | Los Angeles Dodgers  | 90-72       | .556 | 1            | przegrana w NLDS z Atlanta, 3-0         |
| 2002 | San Francisco Giants | 95-66       | .590 | 2.5          | przegrana w World Series z Anaheim, 4-3 |
| 2006 | Los Angeles Dodgers  | 88-74       | .543 | 0            | przegrana w NLDS z New York, 3-0        |
| 2007 | Colorado Rockies*    | 90-73       | .552 | 0.5          | przegrana w World Series z Boston, 4-0  |

*  pokonali San Diego Padres w jednym meczu o Dziką Kartę, 9-8